# Essigsäurediethylenglycolmonobutyletherester
Essigsäurediethylenglycolmonobutyletherester ist eine chemische Verbindung aus der Gruppe der substituierten Carbonsäureester.

## Gewinnung und Darstellung
Essigsäurediethylenglycolmonobutyletherester kann durch Veresterung von Diethylenglykolmonobutylether mit Essigsäure oder Essigsäureanhydrid gewonnen werden.

## Eigenschaften
Essigsäurediethylenglycolmonobutyletherester ist eine brennbare, schwer entzündbare, licht- und luftempfindliche, farblose Flüssigkeit mit fruchtigem Geruch und bitterem Geschmack, die löslich in Wasser ist. Auf Grund seiner Etherbrücken und Estergruppe geht die Verbindung die für Ether und Ester charakteristischen Reaktionen ein und besitzt deren Lösevermögen. So löst es beispielsweise – insbesondere bei erhöhter Temperatur – zahlreiche natürliche und synthetische Harze, Weichmacher, Wachse, Fette und Öle.

## Verwendung
Essigsäurediethylenglycolmonobutyletherester wird als Lösungsmittel für Öle, Harze, Gummi, auch für Cellulosenitrat und Polymerbeschichtungen, sowie als Weichmacher für Lacke und Beschichtungen verwendet. Es wird auch als Reinigungsmittel verwendet.

## Sicherheitshinweise
Essigsäurediethylenglycolmonobutyletherester kann an Luft Peroxide bilden.